# Lachapelle-sous-Rougemont
Lachapelle-sous-Rougemont é uma comuna francesa na região administrativa de Borgonha-Franco-Condado, no departamento do Território de Belfort. Estende-se por uma área de 4,89 km². Em 2010 a comuna tinha 584 habitantes (densidade: 119,4 hab./km²).